# 限度
| ウィキペディアには「限度」という見出しの百科事典記事はありません（タイトルに「限度」を含むページの一覧/「限度」で始まるページの一覧）。 代わりにウィクショナリーのページ「限度」が役に立つかもしれません。 |